# Садова, Мария Александровна (автомобилестроитель)
 Мария Александровна Садова (14 апреля 1925, Чернуха, Тверская губерния — 3 ноября 2022, Москва) — советский передовик производства в автомобильной промышленности. Герой Социалистического Труда (1966).

## Биография
Родилась 14 апреля 1925 года в деревне Чернуха (ныне — в Краснохолмском районе Тверской области) в крестьянской семье.
с 1941 года после окончания семи классов школы пришла на Первый государственный автомобильный завод имени И. В. Сталина, уже на третий день Великой Отечественной войны завод перешёл на производство военной продукции, и М. А. Садова освоила профессию лакировщицы снарядов. В 1942 года возглавила комсомольско-молодёжную бригаду, которая ударно трудилась по выпуску продукции военного назначения.
С 1945 года работала мастером в 1-м механосборочном цехе ЗИСа. 7 марта 1960 года Указом Президиума Верховного Совета СССР «за отличие в труде» награждена орденом Трудового Красного Знамени.
30 июля 1966 года Указом Президиума Верховного Совета СССР «за особые заслуги в выполнении заданий семилетнего плана и в связи с 50-летием со дня основания завода» Мария Александровна Садова была удостоена звания Героя Социалистического Труда с вручением Ордена Ленина и золотой медали «Серп и Молот».
В 1961 году была делегатом XXII съезда КПСС.
С 1991 года — на пенсии. Жила в Москве. Умерла 3 ноября 2022 года.

## Награды
- Медаль «Серп и Молот» (30.07.1966)
- Орден Ленина (30.07.1966)
- Орден Трудового Красного Знамени (7.03.1960)
- Медаль «За доблестный труд в Великой Отечественной войне 1941—1945 гг.» (8.04.1971)

### Звания
- Почётный житель Южнопортового района

## Ссылка
- Жительница Южнопортового района Садова Мария Александровна отметила 90-летний Юбилей. Управа Южнопортового района города Москвы. Дата обращения: 11 марта 2020.